# 21 апреля
21 апреля — 111-й день года (112-й в високосные годы) по григорианскому календарю.
До конца года остаётся 254 дня.
До 15 октября 1582 года — 21 апреля по юлианскому календарю, с 15 октября 1582 года — 21 апреля по григорианскому календарю.
В XX и XXI веках соответствует 8 апреля по юлианскому календарю.

## Праздники и памятные дни
См. также: Категория:Праздники 21 апреля

### Международные
- ООН — Всемирный день творчества и инновационной деятельности[2]

### Национальные
- Бразилия — День Тирадентиса.
- Италия — День основания Рима.
- Кения — День посадки деревьев.
- Пакистан — День Икбала.
- Россия — День местного самоуправления[3].

### Религиозные
Католицизм
- Память Конрада Парцхамского, монаха (1894 год)[4];
- Память Анастасия Синаита;
- Память Ансельма Кентерберийского.

 Православие
- Память апостолов Родиона (Иродиона), Агава, Асинкрита, Руфа, Флегонта, Ерма и иже с ними (I век);
- Память святителя Нифонта Печерского, епископа Новгородского (1156 год);
- Память преподобного Руфа, затворника Печерского, в Дальних пещерах (XIV век);
- Память мученика Павсилипа (117—138 годы);
- Память святителя Келестина, папы Римского (432 год);
- Память священномученика Сергия Родаковского, пресвитера (1933 год);
- Память икон Божией Матери:
  - Испанской;
  - Георгиевской.

### Именины
- Католические: Ансельм, Конрад, Феликс.
- Православные: Марфа, Нифонт, Родион, Сусанна, Флегонт.

## События

### До XIX века
См. также: Категория:События 21 апреля
- 753 до н. э. — считается датой основания Рима Ромулом (со времён римского учёного Марка Теренция Варрона).
- 43 до н. э. — битва при Мутине (между 21 и 27 апреля): Марк Антоний потерпел поражение от сторонников сената[7].
- 1153 — Ваньянь Дигунай перенёс столицу царства Цзинь в Чжунду[8].
- 1519 — на побережье Мексики высадился испанский конкистадор Эрнан Кортес.
- 1526 — победа могольского войска Бабура над войсками Ибрахим-шаха Лоди в Первой битве при Панипате.
- 1615 — на Мальте открыли акведук Виньякура[англ.], подающий воду в Валлетту.
- 1782 — король Буддха Йодфа Чулалоке основал новую столицу Сиама, известную европейцам как Бангкок.
- 1785 — в Канаде введён суд присяжных[9].

### XIX век
- 1809 — Ландсхутская битва.
- 1836 — техасские мятежники в результате внезапной атаки разгромили при Сан-Хасинто правительственную армию и пленили генерала Санта Анну.
- 1856 — каменщики и рабочие строек в Мельбурне прекратили работу и прошли маршем от Мельбурнского университета до здания Парламента, ратуя за 8-часовой рабочий день. Их акция была успешной, а сами жители города признаны первыми организованными рабочими в мире, добившимися перехода на 8-часовой рабочий день без потери в заработной плате.
- 1864 — пароход «Пайлот», предшественник ледокола, вышел из гавани во льды Финского залива[10].
- 1898 — начало испано-американской войны. Флот США начинает блокаду портов Кубы. В официальном объявлении войны Конгрессом США от 25 апреля датой начала войны объявлено 21 апреля.

### XX век
- 1908 — американский исследователь Фредерик Кук предпринял попытку достичь Северного полюса (вероятно, смог достичь лишь 87 градусов сев. широты).
- 1914 — оккупация американскими военными кораблями мексиканского порта Веракрус в результате инцидента в Тампико.
- 1918
  - Советское правительство распустило Национальный парламент мусульман Внутренней России и Сибири (Милли меджлис).
  - Советское правительство Украины эвакуировалось из Таганрога в Москву.
- 1925 — Чувашская автономная область стала Чувашской АССР.
- 1932 — в СССР были вновь созданы Морские силы Дальнего Востока, которые три года спустя будут преобразованы в Тихоокеанский флот[11].
- 1937
  - Премьера «Анны Карениной» во МХАТе отмечается специальным сообщением ТАСС, как событие государственной важности.
  - Утверждён новый герб Украинской ССР, действовавший до 1949 года.
- 1939 — в Ленинграде открывается кинотеатр «Москва», первый трёхзальный кинотеатр в СССР.
- 1944 — женщины во Франции получили избирательное право.
- 1946 — после длительного перерыва вновь начинаются богослужения в Троице-Сергиевой Лавре.
- 1954
  - Вступление СССР в ЮНЕСКО.
  - В Чехословакии начался процесс против «буржуазных националистов», среди которых был будущий лидер КПЧ Густав Гусак.
- 1955 — организована научно-исследовательская станция «Северный полюс-5» под руководством Н. А. Волкова и А. Л. Соколова.
- 1956 — песня Элвиса Пресли (Elvis Presley) «Heartbreak Hotel» становится его первой песней, вышедшей на первое место музыкального чарта журнала Billboard.
- 1960 — новой столицей Бразилии стал город Бразилиа, возведённый за четыре года по проекту архитектора Оскара Нимейера. В этот день все три ветви власти республики одновременно были перенесены сюда из Рио-де-Жанейро.
- 1964
  - Начал транслироваться британский телевизионный канал BBC 2.
  - При неудачной попытке запуска американского навигационного спутника «Транзит-5В» с ядерной энергетической установкой SNAP-9A на борту, находившиеся в ней 950 граммов плутония-238 рассеялись в земной атмосфере, вызвав существенное повышение естественного радиационного фона.
- 1967
  - Постановление Совета Министров СССР «О мерах по дальнейшему развитию экономики и культуры народностей Севера».
  - За несколько дней до проведения всеобщих выборов в Греции полковник Георгиос Пападопулос осуществляет военный переворот и устанавливает режим «чёрных полковников» (сохранявший власть до июля 1974 года).
- 1969 — перед концертом в Альберт-холле Дженис Джоплин познакомилась с Эриком Клэптоном.
- 1975 — Вьетнамская война: президент Южного Вьетнама Нгуен Ван Тхиеу спасается бегством из столицы страны — города Сайгон после того, как наступающие северовьетнамские войска захватывают последний укреплённый пункт на пути к столице Южного Вьетнама.
- 1979 — в Киеве открылся Киевский государственный академический театр драмы и комедии на левом берегу.
- 1983 — на смену однофунтовым банкнотам приходят однофунтовые монеты в Великобритании.
- 1989 — в Пекине на площади Тяньаньмэнь собирается около 100 тыс. студентов в связи с кончиной лидера китайских реформ Ху Яобана (Hu Yaobang).
- 1993 — суд в Боливии после 7-летнего процесса приговорил бывшего диктатора Луиса Гарсиа Месу к 30 годам тюрьмы. В 1995 году Бразилия экстрадировала Гарсиа Месу в Боливию, где он был заключён в тюрьму.
- 1996 — на российском телевидении впервые вышла информационно-аналитическая программа «Зеркало» Николая Сванидзе.
- 2000 — Госдума России ратифицировала договор о полном прекращении ядерных испытаний.

### XXI век
- 2005
  - В индийской провинции Гуджарат пассажирский поезд столкнулся с товарным составом. Десятки жертв.
  - В рамках саммита министров иностранных дел стран НАТО, проходящего с 20 апреля в Вильнюсе, Россия и НАТО подписали Соглашение о статусе сил, участвующих в программе Партнёрство ради мира.
  - Компания AMD начала поставки двухъядерных процессоров Opteron.
- 2010 — подписаны Харьковские соглашения между Украиной и Россией о статусе Черноморского флота.
- 2017 — нападение на УФСБ в Хабаровске.
- 2019
  - Серия терактов в Шри-Ланке, более 250 погибших.
  - Второй тур выборов президента Украины: большинство голосов набрал Владимир Зеленский.
- 2021 — гибель индонезийской подлодки Nanggala.
- 2022 — пожар во 2-м ЦНИИ Минобороны РФ в Твери, 22 погибших.

## Родились
См. также: Категория:Родившиеся 21 апреля

### До XIX века
- 1488 — Ульрих фон Гуттен (ум. 1523), немецкий рыцарь-гуманист, поэт, публицист, идеолог рыцарства.
- 1555 — Лодовико Карраччи (ум. 1619), итальянский живописец, гравёр и скульптор.
- 1619 — Ян ван Рибек (ум. 1677), нидерландский колониальный администратор и мореход, основатель Кейптауна.
- 1696 — Франческо де Мура (ум. 1782), итальянский живописец периода позднего барокко.
- 1735 — Иван Кулибин (ум. 1818), русский механик-самоучка, изобретатель.
- 1758 — Арина Родионовна Яковлева (ум. 1828), крепостная М. А. Ганнибал, няня А. С. Пушкина.
- 1782 — Фридрих Фрёбель (ум. 1852), немецкий педагог, впервые сформулировавший понятие детский сад.

### XIX век
- 1816 — Шарлотта Бронте (ум. 1855), английская поэтесса и писательница-романистка.
- 1818 — Джош Биллингс (наст. имя Генри Уилер Шоу; ум. 1885), американский писатель-юморист.
- 1828 — Ипполит Тэн (ум. 1893), французский философ, теоретик искусства и литературы, историк, психолог, публицист.
- 1830 — Джеймс Старли (ум. 1881), английский изобретатель велосипедов, основатель велосипедной индустрии.
- 1837 — Фредрик Байер (ум. 1922), датский политик, пацифист, основатель Бюро Мира, лауреат Нобелевской премии (1908).
- 1843 — Вальтер Флемминг (ум. 1905), немецкий биолог, анатом, основатель цитогенетики.
- 1848 — Карл Штумпф (ум. 1936), немецкий философ, психолог, музыкальный теоретик.
- 1849 — Оскар Хертвиг (ум. 1922), немецкий зоолог, анатом, эмбриолог и цитолог.
- 1864 — Макс Вебер (ум. 1920), немецкий социолог, историк, экономист, один из основателей современной социологии.
- 1870 — Эдвин Стэнтон Портер (ум. 1941), американский кинорежиссёр, оператор, сценарист, продюсер.
- 1878 — Альберт Вайсгербер (погиб в 1915), немецкий живописец и график.
- 1882 — Перси Бриджмэн (ум. 1961), американский физик, математик, лауреат Нобелевской премии (1946).
- 1889
  - Пауль Каррер (ум. 1971), швейцарский учёный, Нобелевский лауреат (1937) в области химии.
  - Ефрем Цимбалист (ум. 1985), российский и американский скрипач, композитор, педагог.

### XX век
- 1904 — Антонина Богданова (ум. 1983), актриса театра и кино, народная артистка РСФСР.
- 1910 — Юрий Лысенко (ум. 1994), советский и украинский кинорежиссёр, сценарист.
- 1911 — Леонард Уоррен (наст. фамилия Уоренофф; ум. 1960), американский оперный певец (баритон).
- 1912
  - Ева Арнольд (ум. 2012), американский фотограф и фотожурналист, первая женщина — член агентства Magnum Photos.
  - Марсель Камю (ум. 1982), французский кинорежиссёр, сценарист и актёр.
- 1914 — Манфред Ляхс (ум. 1993), польский дипломат и юрист, президент международного Гаагского трибунала (1973—1979).
- 1915 — Энтони Куинн (ум. 2001), американский актёр, обладатель двух «Оскаров», писатель, художник, кинорежиссёр.
- 1921 — Ирина Блохина (ум. 1999), советский микробиолог, академик РАМН, создательница системы классификации бактерий.
- 1922 — Станислав Ростоцкий (ум. 2001), кинорежиссёр, сценарист, актёр, педагог, народный артист СССР.
- 1926 — Елизавета II (ум. 2022), (Елизавета Александра Мария), королева Великобритании (1952—2022).
- 1930 — Сильвана Мангано (ум. 1989), итальянская киноактриса.
- 1932 — Анджела Мортимер, британская теннисистка.
- 1935 — Александр Муратов (ум. 2025), советский и украинский кинорежиссёр и сценарист.
- 1938 — Ирма Рауш, советский и российский кинорежиссёр, актриса и детская писательница.
- 1939 — Элен Прежан, католическая монахиня, борец за отмены смертной казни.
- 1946 — Семён Альтман, советский футболист, украинский футбольный тренер.
- 1947 — Игги Поп (наст. имя Джеймс Ньюэлл Остерберг-мл.), американский певец, гитарист, пианист и композитор.
- 1949 — Татьяна Бек (ум. 2005), советская и российская поэтесса, литературный критик, литературовед.
- 1955
  - Крис Кельми (наст. имя Анатолий Кельми, ум. 2019), советский и российский певец, музыкант, композитор.
  - Тониньо Серезо, бразильский футболист.
- 1958 — Энди Макдауэлл, американская актриса кино и телевидения, модель.
- 1959
  - Роберт Смит, британский гитарист, певец, автор песен, лидер постпанк-рок-группы The Cure.
  - Абдулла Ямин, президент Мальдивской Республики (2013—2018).
- 1960 — Мишель Гуле, канадский хоккеист, член Зала хоккейной славы.
- 1961 — Андрей Хомутов, советский и российский хоккеист, трёхкратный олимпийский чемпион, 7-кратный чемпион мира.
- 1962 — Сергей Залётин, российский космонавт.
- 1964 — Алекс Бауман, канадский пловец, двукратный олимпийский чемпион.
- 1965 — Эд Бельфор, канадский хоккеист, вратарь, обладатель Кубка Стэнли и олимпийский чемпион
- 1966 — Андрей Жигалов, советский и российский киноактёр, клоун, автор и исполнитель песен.
- 1968 — Татьяна Устинова, российская писательница, автор детективных романов, сценарист, переводчик, телеведущая.
- 1975 — Дэньон Лоадер, новозеландский пловец, двукратный олимпийский чемпион (1996).
- 1978 — Юкка Невалайнен, барабанщик финской симфоник-метал-группы Nightwish.
- 1979 — Джеймс Макэвой, шотландский актёр кино, телевидения и озвучивания.
- 1980 — Венсан Лекавалье, канадский хоккеист, обладатель Кубка Стэнли (2004).
- 1983 — Гугу Мбата-Роу, английская актриса
- 1986 — Александр Эдлер, шведский хоккеист, двукратный чемпион мира.
- 1987 — Анастасия Приходько, украинская эстрадная певица, политик, общественный деятель.
- 1990 — Надежда Дорофеева, украинская певица, дизайнер и видеоблогер.

### XXI век
- 2003 — Хави Симонс, нидерландский футболист.

## Скончались
См. также: Категория:Умершие 21 апреля

### До XIX века
- 303 — Александра Римская (р. в III веке), христианская святая, жена императора Диоклетиана.
- 599 — Анастасий I Синаит, патриарх Антиохийский (559—570 и 593—599).
- 1073 — Александр II (в миру Ансельмо да Баджо; р. в 1010-е), 156-й папа римский (1061—1073).
- 1109 — Ансельм Кентерберийский (р. 1033), христианский теолог, средневековый философ, архиепископ Кентерберийский (с 1093).
- 1142 — Пьер Абеляр (р. 1079), французский философ-схоласт, теолог, поэт, музыкант.
- 1509 — Генрих VII (р. 1457), король Англии и государь Ирландии (1485—1509), первый монарх из династии Тюдоров.
- 1552 — Петер Апиан (р. 1495), немецкий механик и астроном.
- 1652 — Пьетро делла Валле (р. 1586), итальянский путешественник, исследователь Азии.
- 1699 — Жан Расин (р. 1639), французский драматург и королевский историограф.
- 1736 — Евгений Савойский (р. 1663), полководец Священной Римской империи, генералиссимус.
- 1766 — граф Алексей Бестужев-Рюмин (р. 1693), государственный деятель, дипломат, канцлер Российской империи при Елизавете Петровне.
- 1792 — Тирадентис (р. 1746), революционер, организатор заговора в Минас-Жерайсе.

### XIX век
- 1825 — Иоганн Фридрих Пфафф (р. 1765), немецкий математик.
- 1835 — Сэмюэль Слейтер (р. 1768), специалист по текстильной индустрии, «отец» американской промышленной революции.
- 1839 — Павел Свиньин (р. 1787), русский писатель, редактор, издатель, журналист, художник, историк.
- 1841 — Александр Шишков (р. 1754), русский писатель, литературовед, филолог, военный и государственный деятель.
- 1867 — Ксенофонт Полевой (р.1801), русский писатель, литературный критик, книгоиздатель.
- 1896 — Адальберт Крюгер (р. 1832), немецкий астроном.

### XX век
- 1910
  - Марк Кропивницкий (р. 1840), украинский театральный актёр и режиссёр, певец, драматург.
  - Марк Твен (наст. имя Сэмюэл Ленгхорн Клеменс; р. 1835), американский писатель, журналист, общественный деятель.
- 1918 — Манфред фон Рихтгофен (р. 1892), германский лётчик-истребитель, ставший лучшим асом Первой мировой войны (80 воздушных побед).
- 1924 — Элеонора Дузе (р. 1858), итальянская театральная актриса армянского происхождения.
- 1925 — Ольга Новикова (р. 1840), русская писательница, переводчица, активистка Союза русского народа.
- 1930 — Роберт Бриджес (р. 1844), английский поэт.
- 1938 — расстрелян Борис Пильняк (р. 1894), русский советский писатель.
- 1939 — Иван Губкин (р. 1871), организатор советской нефтяной геологии.
- 1945 — покончил с собой Вальтер Модель (р. 1891), немецкий военачальник, генерал-фельдмаршал.
- 1946 — лорд Джон Мейнард Кейнс (р. 1883), английский экономист и политический деятель.
- 1962 — Людмила Фетисова (р. 1925), русская драматическая актриса, заслуженная артистка РСФСР.
- 1965
  - Зоя Гайдай (р. 1902), украинская оперная певица, педагог, народная артистка СССР.
  - сэр Эдвард Виктор Эпплтон (р. 1892), британский физик, лауреат Нобелевской премии (1947).
- 1966 — Йозеф Дитрих (р. 1892), немецкий военачальник Третьего рейха, генерал-полковник СС, личный телохранитель Адольфа Гитлера.
- 1971 — Франсуа Дювалье (р. 1907), диктатор Гаити (с 1957).
- 1980 — Александр Опарин (р. 1894), советский биолог и биохимик, академик АН СССР, Герой Социалистического Труда.
- 1982 — Александр Файнциммер (р. 1906), советский кинорежиссёр.
- 1988 — Ай Эй Эл Даймонд (наст. имя Ицек Домнич; р. 1920), американский киносценарист и продюсер.
- 1992 — Владимир Романов (р. 1917), великий князь, деятель русской эмиграции, претендент на российский престол.
- 1994 — Эдмонд Кеосаян (р. 1936), советский кинорежиссёр и сценарист.
- 1996 — убит Джохар Дудаев (р. 1944), первый президент самопровозглашённой Чеченской Республики Ичкерия (1991—1996).
- 1997 — Диосдадо Макапагал (р. 1910), филиппинский государственный деятель, президент Филиппин (1961—1965).
- 1998 — Жан-Франсуа Лиотар (р. 1924), французский философ и теоретик литературы.

### XXI век
- 2003 — Нина Симон (урожд. Юнис Кэтлин Уэймон; р. 1933), американская певица, пианистка, композитор.
- 2004 — Эдуард Асадов (р. 1923), русский советский поэт и прозаик.
- 2009 — Вивиан Майер (р. 1926), американская фотохудожница.
- 2010 — Хуан Антонио Самаранч (р.1920), испанский политик и бизнесмен, 7-й президент МОК.
- 2012
  - Чарльз Колсон (р. 1931), американский политик и проповедник, советник президента Ричарда Никсона, один из главных участников Уотергейтского скандала.
  - Леонид Менакер (р. 1929), советский и российский кинорежиссёр, сценарист, профессор.
- 2014 — Александр Леньков (р. 1943), советский и российский актёр театра и кино, театральный педагог, телеведущий, народный артист РФ.
- 2015 — Сергей Михалёв (р.1947), советский и российский хоккеист и тренер.
- 2016 — Принс (Принс Роджерс Нельсон; р. 1958), американский певец, музыкант, автор песен, лауреат премий «Грэмми», «Оскар» и «Золотой глобус».
- 2018 — Нина Дорошина (р. 1934), актриса театра и кино, народная артистка РСФСР.
- 2025 — Франциск (Хорхе Марио Бергольо; р. 1936), 266-й Папа римский.

## Народный календарь, приметы и фольклор Руси
Родивон (Родион) — выверни Оглобли. Родион — ледолом, ледокол, ревучие воды; Руф.
- Согласно народному поверью в этот день солнце с месяцем встречается. Встречи эти могут быть как хорошие, так и плохие. Хорошая встреча обозначается ясным солнцем и светлым днём, и сулила доброе лето. Плохая встреча обозначается туманным и пасмурным днём и сулит худое лето.
- В этот день вскрываются ото льда реки. В старину на Руси крестьяне, придя на реку, заговаривали духа водяного, чтобы не ревел в ночи и не разрушал берегов, а добрыми плесками разбудил низины и пустил рыбу на нерест[12].
- Коли на Руфу будет тёплый вечер и тихая ночь — к жаркому сухому лету[13].